# Katun
Um katun (em maia k'atun) ou ciclo katun é uma unidade de tempo do calendário maia equivalente a 20 tuns ou 7 200 dias, ou to 19,713 anos tropicais. Corresponde ao segundo dígito das datas normais da contagem longa maia. Por exemplo, na data da contagem longa maia 12.19.13.15.12 (5 de dezembro de 2006), o número 19 é o katun.
O final do katun era assinalado por numerosas cerimónias e em Tikal pela construçao de grandes grupos de pirâmides gémeas onde se efectuavam as celebrações. O katun era também usado para definir a idade dos governantes. Aqueles que viviam tempo suficiente para conhecer quatro (ou cinco) katuns recebiam o título de senhor 4-(ou 5-)katun. Durante o período pós-clássico, quando a contagem longa completa foi substituída pela contagem curta, os maias continuaram a manter uma contagem de katuns, diferenciando-os segundo a ciclo de calendário em que começavam. Cada katun tinha o seu próprio conjunto de profecias e associações.